# Az-Zarifa
Az-Zarifa (arab. الظريفة) – wieś w Syrii, w muhafazie Aleppo, w dystrykcie Afrin. W 2004 roku liczyła 706 mieszkańców.